# NGC 1776
NGC 1776 (другое обозначение — ESO 85-SC28) — рассеянное скопление в созвездии Золотой Рыбы, расположенное в Большом Магеллановом Облаке. Открыто Джоном Гершелем в 1837 году. Описание Дрейера: «очень тусклый, маленький объект круглой формы, более яркий в середине». Возраст скопления составляет 70—200 миллионов лет.
Этот объект входит в число перечисленных в оригинальной редакции «Нового общего каталога».